# Amorphophallus parvulus
Amorphophallus parvulus är en kallaväxtart som beskrevs av François Gagnepain. Amorphophallus parvulus ingår i släktet Amorphophallus och familjen kallaväxter. Inga underarter finns listade.